# 301-es busz
A 301-es számú elővárosi autóbusz Göd, Autópihenő és Budapest, Újpest-Városkapu között közlekedik, csak Budapest felé a 300-as busz tehermentesítése érdekében. A járatot a MÁV Személyszállítási Zrt. üzemelteti.
Csak munkanapokon közlekedik, 4.45-kor indul Gödről.  A járat Budapest közigazgatási határán belül Budapest-bérlettel (BB) igénybe vehető.

## Megállóhelyei
| 0                                       | Göd, Autópihenő induló végállomás                            | |
| 2                                       | Göd, Gárdonyi Géza utca                                      | 300, 371 |
| 3                                       | Göd, Kincsem Csárda                                          | 300, 371 |
| 4                                       | Göd, városháza                                               | 300, 371 |
| 5                                       | Göd, szigetmonostori rév                                     | 300, 371 |
| 6                                       | Göd, Gólya Falatozó                                          | 300, 371 |
| 7                                       | Göd, Pázmány Péter utca                                      | 300, 371 |
| Göd–Dunakeszi közigazgatási határa      |                                                              | |
| 8                                       | Dunakeszi, Fészek üdülő bejárati út                          | 300, 371 |
| 11                                      | Dunakeszi, Horányi rév                                       | 302, 305, 371 |
| 13                                      | Dunakeszi, sportpálya                                        | 300, 302, 305 |
| 14                                      | Dunakeszi, Liget utca                                        | 300, 302, 305, 371 |
| 15                                      | Dunakeszi, templom                                           | 300, 302, 305, 306, 324, 325, 371 |
| 17                                      | Dunakeszi, Barátság utca 39.                                 | 302, 303, 305, 306, 324, 325, 371 |
| 19                                      | Dunakeszi, Barátság utca 9.                                  | 302, 303, 305, 306, 324, 325, 371 |
| 20                                      | Dunakeszi, Szakorvosi Rendelő                                | 300, 302, 303, 305, 306, 324, 325, 371 |
| 22                                      | Dunakeszi, városháza                                         | 300, 302, 303, 305, 306 |
| 24                                      | Dunakeszi, Vízművek bejárati út                              | 300, 302, 303, 308, 309, 310, 311 |
| 25                                      | Dunakeszi, Székesdűlő ipartelep                              | 104, 104A 300, 303, 308, 309, 310, 311 |
| Dunakeszi–Budapest közigazgatási határa |                                                              | |
| 27                                      | Budapest, Székesdűlő                                         | 104, 104A 300, 302, 303, 308, 309, 310, 311 |
| 29                                      | Budapest, Vízművek                                           | 104, 104A 300, 302, 303, 308, 309, 310, 311 |
| 30                                      | Budapest, Bagaria utca                                       | 104, 104A, 204 300, 302, 303, 305, 306, 308, 309, 310, 311, 312 |
| 31                                      | Budapest, Ungvári utca                                       | 104, 104A, 204 300, 302, 303, 305, 306, 308, 309, 310, 311, 312 |
| 32                                      | Budapest, Fóti út                                            | 96, 104, 104A, 204 300, 302, 303, 305, 306, 308, 309, 310, 311, 312, 872, 880, 882, 884, 889, 890, 893                                                                                         |
| 33                                      | Budapest, Tungsram                                           | 96, 104, 104A, 204 300, 302, 303, 305, 306, 308, 309, 310, 311, 312, 872, 880, 882, 884, 889, 890, 893                                                                                         |
| 34                                      | Budapest, Zsilip utca                                        | 104, 104A, 196, 204 300, 302, 303, 305, 306, 308, 309, 310, 311, 312 |
| 35                                      | Budapest, Károlyi István utca                                | 104, 104A, 196, 204 300, 302, 303, 305, 306, 308, 309, 310, 311, 312 |
| 37                                      | Budapest, Újpest-Városkapu (XIII. kerület) érkező végállomás | 104, 104A, 121, 122E, 196, 196A, 204 300, 302, 303, 305, 306, 308, 309, 310, 312, 313, 314, 315, 316, 318, 319, 320, 321, 872, 880, 882, 884, 889, 890, 893 1010, 1011, 1013, 1014 S72 Z72 S76 |